# Tour de France 1919

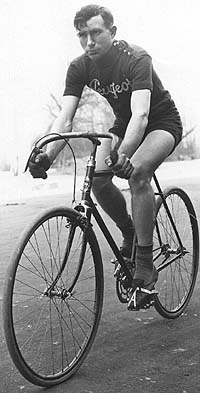
Zwycięzca Tour de France 1919 Firmin Lambot

13. Tour de France rozpoczął się 29 czerwca, a zakończył 27 lipca 1919 roku w Paryżu. Pierwsze miejsce zajął Firmin Lambot z Belgii.
Wyścig został wznowiony po pięcioletniej przerwie, nie odbyły się cztery edycje ze względu na I wojnę światową. W 1919 roku po raz pierwszy w tym wyścigu lider klasyfikacji generalnej przywdział żółtą koszulkę. Miało to miejsce na starcie 11. etapu w Grenoble, a koszulkę otrzymał prowadzący wtedy Eugene Christophe, by można go było łatwiej rozróżnić od pozostałych kolarzy. Christophe ostatecznie nie wygrał Touru, ponieważ podobnie jak w 1913 roku złamał widelec. W związku z tym zwycięzcą Touru został Firmin Lambot.

## Etapy
| Etap | Data       | Trasa                         | Dystans | Zwycięzca         | Lider wyścigu     |
| ---- | ---------- | ----------------------------- | ------- | ----------------- | ----------------- |
| 1    | 29 czerwca | Paryż – Hawr                  | 388 km  | Jean Rossius      | Henri Pélissier   |
| 2    | 1 lipca    | Hawr – Cherbourg              | 364 km  | Henri Pélissier   | Henri Pélissier   |
| 3    | 3 lipca    | Cherbourg – Brest             | 405 km  | Francis Pélissier | Henri Pélissier   |
| 4    | 5 lipca    | Brest – Les Sables-d’Olonne   | 412 km  | Jean Alavoine     | Eugène Christophe |
| 5    | 7 lipca    | Les Sables-d’Olonne – Bajonna | 482 km  | Jean Alavoine     | Eugène Christophe |
| 6    | 9 lipca    | Bajonna – Luchon              | 326 km  | Honoré Barthélémy | Eugène Christophe |
| 7    | 11 lipca   | Luchon – Perpignan            | 323 km  | Jean Alavoine     | Eugène Christophe |
| 8    | 13 lipca   | Perpignan – Marsylia          | 370 km  | Jean Alavoine     | Eugène Christophe |
| 9    | 15 lipca   | Marsylia – Nicea              | 338 km  | Honoré Barthélémy | Eugène Christophe |
| 10   | 17 lipca   | Nicea – Grenoble              | 333 km  | Honoré Barthélémy | Eugène Christophe |
| 11   | 19 lipca   | Grenoble – Genewa             | 333 km  | Honoré Barthélémy | Eugène Christophe |
| 12   | 21 lipca   | Genewa – Strasburg            | 325 km  | Luigi Lucotti     | Eugène Christophe |
| 13   | 23 lipca   | Strasburg – Metz              | 371 km  | Luigi Lucotti     | Eugène Christophe |
| 14   | 25 lipca   | Metz – Dunkierka              | 468 km  | Firmin Lambot     | Firmin Lambot     |
| 15   | 27 lipca   | Dunkierka – Paryż             | 340 km  | Jean Alavoine     | Firmin Lambot     |

## Klasyfikacja końcowa
| Lp  | Zawodnik          | Kraj    | Kategoria | Czas         |
| --- | ----------------- | ------- | --------- | ------------ |
| 1.  | Firmin Lambot     | Belgia  | A         | 231h 07' 15" |
| 2.  | Jean Alavoine     | Francja | A         | +1h 42' 54"  |
| 3.  | Eugène Christophe | Francja | A         | +2h 26' 31"  |
| 4.  | Léon Scieur       | Belgia  | A         | +2h 52' 15"  |
| 5.  | Honoré Barthélémy | Francja | A         | +4h 14' 22"  |
| 6.  | Jacques Coomans   | Belgia  | A         | +15h 21' 34" |
| 7.  | Luigi Lucotti     | Włochy  | A         | +16h 01' 12" |
| 8.  | Joseph Van Daele  | Belgia  | A         | +18h 23' 02" |
| 9.  | Alfred Steux      | Belgia  | A         | +20h 29' 01" |
| 10. | Jules Nempon      | Francja | B         | +21h 44' 12" |